# Фине Гэл
Фине Гэл (ирл. Fine Gael, произносится [ˈfʲɪnʲə ˈɡeːl̪ˠ]) — либерально-консервативная политическая партия в Республике Ирландия.

## История
После того, как в 1926 году Имон де Валера основал либеральную партию «Фианна Файл», влияние ранее безоговорочно доминировавшей на ирландской политической сцене Гэльской лиги (Cumann na nGaedhael) начало стремительно уменьшаться. Новая партия в глазах избирателей не запятнала себя заключением договора с Великобританией, окончательно закрепившего разделение страны, поэтому де Валера удалось найти поддержку среди всех тех, кто был так или иначе недоволен политикой Ирландского Свободного государства — в том числе остатков ИРА, продолжавших подпольную борьбу против правительства. Все это привело к тому, что на парламентских выборах в феврале 1932 де Валера и его сторонники одержали убедительную победу, получив 72 места в парламенте (депутаты Гэльской лиги получили лишь 57).
Поражение было воспринято Гэльской лигой крайне болезненно. Представители двух партий ещё недавно сражались друг с другом в ходе Гражданской войны, и победа де Валера вполне могла привести к сведению старых счетов, что в итоге и случилось. Де Валера первым делом отменил запрет на деятельность ИРА и выпустил из тюрем многих видных республиканцев, митинги же Гэльской лиги стали подвергаться нападениям со стороны боевиков ИРА, имевшей определенные контакты с новым правительством. Для того чтобы как-то уравновесить ситуацию, лидеры Лиги начали переговоры о слиянии с праворадикальной организацией фашистского толка Ассоциация армейских товарищей (Army Comrades Association), известной также как «Синерубашечники».
ACA была создана бывшим генералом ирландской армии Оуэном О’Даффи, который позже возглавил Ирландскую бригаду, сражавшуюся в гражданской войне в Испании на стороне Франко. В 1932 О’Даффи занимал пост главного комиссара полиции, однако после прихода к власти партии «Фианна Файл» был отправлен в отставку. Причиной стало то, что по окончании выборов он предложил президенту Косгрейву устроить военный переворот с целью не допустить к власти вчерашних противников. После отставки он создал ACA, основой которой стали бывшие офицеры армии Свободного государства, крайне негативно относившиеся к ИРА, которая после снятия запрета на свою деятельность начала всё активней вмешиваться в ирландскую политику. Так, в частности, под лозунгом «Нет свободы слова для предателей» боевики ИРА врывались на митинги Гэльской лиги и избивали её активистов. Представители последней, как было уже сказано, обратились за помощью к ACA. Люди О’Даффи охраняли митинги лиги и неоднократно вступали в драки и перестрелки с ИРА.
Вскоре к договору о слиянии присоединились ещё несколько более мелких партий правоцентристской ориентации. Так была основана «Фине Гэл». О’Даффи стал её первым лидером. Строго говоря, новая партия являлась лишь расширенной версией «Гэльской лиги», и сохранила все идеологические установки предшественницы. «Фине Гэл» выступала за прекращение англо-ирландской торговой войны (начавшейся в 1933 с приходом к власти де Валера), улучшение отношений с Великобританией и создание объединённой Ирландии в рамках Содружества.
Однако довольно быстро стало понятно[кому?] что наполеоновские амбиции О’Даффи, его преклонение перед Муссолини и страсть к непредсказуемым и рискованным политическим акциям (таким как попытка «похода на Дублин», предпринятая в августе 1933) не вяжутся с имиджем солидной «партии среднего класса», создаваемой заместителями О’Даффи — Косгрейвом и Джеймсом Диллоном (бывший лидер Национальной Центристской Партии, также объединившейся с Гэльской лигой). Поэтому уже в 1934 О’Даффи вышел из партии, продолжив политическую деятельность посредством создания различных более мелких фашистских организаций вроде «Национальной корпоративной партии» (большинство «Голубых рубашек» не последовало за своим вождём, а осталось активными функционерами «Фине Гэл»).
После ухода О’Даффи у руля встал Уильям Косгрейв — опытный политик, успевший за свою долгую политическую карьеру побывать и премьер-министром (в 1922—1932 годах) и партийным функционером. Однако за весь период его руководства «Фине Гэл» так и не удалось обойти конкурентов — период с 1932 по 1948 был временем тотального доминирования «Фианна Файл» на ирландской политической сцене. В итоге в 1944 Косгрейв ушёл со своего поста, оставив его бывшему командиру ирландской армии в годы гражданской войны Ричарду Мулкахи. Приход нового лидера принёс партии новые надежды, однако на выборах 1948 «Фианна Файл» вновь одержала победу. Но к тому времени главная политическая сила страны уже выдохлась. За 16 лет пребывания у власти «Фианна Файл», пришедшая к власти на волне антибританских чувств, так и не смогла как-либо кардинально решить североирландскую проблему.
Кроме того, в условиях начавшейся Второй мировой войны де Валера не мог позволить себе существование в стране вооруженной оппозиции, и поэтому с началом войны и введением в Ирландии чрезвычайного положения, боевики ИРА были отправлены в концлагерь Карра. Это рассорило Фианна Файл с радикальными республиканцами, имевшими прямые контакты с ИРА — такими как Кланн на Поблахта. Все это привело к тому что в 1948 Фине Гэл, лейбористы и левые республиканцы из Кланн на Поблахта сформировали коалиционное правительство. Мулкахи было отказано в посту премьер-министра из-за его роли в гражданской войне, крайне негативно оцениваемой республиканцами. Так что премьер-министром стал более нейтральный политик, чья фигура не вызывала каких-либо нареканий — Джон Костелло, также представлявший «Фине Гэл». Пост танаисте (заместителя) достался лейбористу Уильяму Нортону. Из оставшихся 12 министерских портфелей ещё 5 получили представители «Фине Гэл» (в том числе Мулкахи, ставший министром здравоохранения), по 2 — республиканцы из Кланн на Поблахта и лейбористы. Ещё два министра представляли соответственно Национальную партию труда (Джемс Эверетт, министр почт и телеграфов) и Клан на Талман (Джозеф Блоуик, министр природных ресурсов). Министром земледелия стал Джеймс Диллон, к тому времени уже независимый депутат, вышедший из «Фине Гэл» (в 1951 он туда вернется).
Коалиционное правительство просуществовало три года — с февраля 1948 по июнь 1951. Учитывая то, сколь разные силы оно объединяло, нельзя не отдать должное Джону Костелло, проявившему себя действенным и эффективным руководителем. Оно развалилось из-за выбранной Костелло стратегии в отношении ИРА — она предполагала аресты её наиболее видных представителей и усиление борьбы с незаконными организациями. Все это привело к тому, что в конечном счете Кланн на Поблахта объявил о своем нежелании участвовать в коалиции и к власти вновь пришла «Фианна Файл». Однако парламентский выборы 1954 вновь изменили политический ландшафт — «Фианна Файл» получила 65 мест в парламенте (против 50 у «Фине Гэл»), однако значительный успех лейбористов (18 мест) и провал Кланн на Поблахта (3 места) позволил сформировать очередное коалиционное правительство. Костелло и Нортон вновь оказались на тех же позициях, но в этот раз позиции «Фине Гэл» в правительстве были значительно сильней — её депутаты получили 8 портфелей из 13. Четыре министра представляли лейбористов и один (все тот же Джозеф Блоуик) — Кланн на Талман. Впрочем, и это правительство продержалось всего лишь три года, будучи не в силах справиться с популярностью «Фианна Файл».
В середине 60-х пытаясь приспособить идеологию под требования избирателя, «Фине Гэл» начала постепенно дрейфовать влево. Была разработана программа «Справедливого общества», ставящая во главу угла принципы социальной справедливости и равенства. Отцом программы был Деклан Костелло, сын бывшего премьер-министра Джона Костелло. Несмотря на то что лидеры партии по-прежнему оставались на консервативных позициях, программа принесла в партию определенные элементы социал-демократии, что весьма положительно сказалось на её имидже. На президентских выборах в 1966 Томасу О’Хиггинсу не хватило всего одного процента чтобы занять место ранее непобедимого Имона де Валера. Это было довольно значительным достижением, учитывая то, что по предложению де Валера государственная телерадиокомпания РТЕ отказалась от освещения процесса выборов, сконцентрировав своё внимание на мероприятиях, посвященных пятидесятой годовщине Пасхального восстания, в которых сам де Валера играл одну из главных ролей. О’Хиггинс представлял социал-демократической крыло Фине Гэл.
После отставки в 1965 Джеймса Диллона с поста главы партии его место занял Лиам Косгрейв (сын Уильяма Косгрейва). Перед ним встала трудная задача примирить левое и правое крылья партии в условиях все набиравшего обороты кризиса в Северной Ирландии. На партийном съезде в 1972 (собранном по случаю пятидесятилетия независимой Ирландии) он обрушился с критикой на партийных либералов, мешавших процессу урегулирования на севере. Объединив партию, Косгрейв смог воспользоваться «Оружейным кризисом», свалившим правительство Чарльза Хоги, и в 1973 вновь сформировал коалиционное правительство с участием лейбористов. Косгрейв стал премьер-министром, пост танаисте достался главе лейбористской партии Брендану Коришу. Лейбористы получили 6 из 16 министерских постов.
Однако несмотря на то, что в целом деятельность этого правительства была достаточно эффективной, оно не смогло устоять перед целым рядом внешних и внутренних факторов, таких как резкий скачок цен на нефть и все набиравшая обороты война в Северной Ирландии. Кроме того, имиджу коалиции крайне повредил скандал между президентом страны О’Дэйли и министром обороны Патриком Донеганом. Известно, что Донеган крайне грубо отзывался о президенте, и нежелание Косгрейва урезонить своего подчиненного привело к отставке О’Дэйли в 1976. Кроме того, Косгрейв продолжал политику своего отца, придававшего особую важность незыблемости государственных институтов и их защите от экстремистов, в том числе и ИРА.
В решении ольстерской проблемы Косгрейв сделал ставку на Санниндейльское соглашение, которое должно было поделить власть между умеренными националистами из Социал-демократической и лейбористской партии (СДЛП) и умеренными юнионистами. Однако соглашение было сорвано масштабной лоялистской забастовкой, которую организовали радикалы из Ольстерских волонтерских сил и Ассоциации обороны Ольстера, что было очередным ударом по правительству Косгрейва. В итоге на выборах 1977 Фианна Файл получила беспрецедентное большинство в 20 мест, а Фине Гэл вновь перешла в оппозицию. После этого поражения Косгрейв ушёл в отставку.
На смену ему пришёл Гаррет Фицджеральд, в коалиционном правительстве занимавший пост министра иностранных дел. Он был сыном члена Гэльской лиги и также министра иностранных дел Десмонда Фицджеральда. Гаррета по праву можно было назвать одним из самых популярных ирландских политиков своего времени. Он изменил партию, уведя её программу влево, и создав автономную «Молодую Фине Гэл». Его усилия увенчались тем, что на выборах в нижнюю палату ирландского парламента 1982 Фине Гэл поставила своеобразный рекорд, отстав от Фианна Файл всего на 5 мест. Если же учитывать представительство в обеих палатах, то количество депутатов от Фине Гэл даже превышало Фианна Файл. Как и прежде, было вновь сформировано коалиционное правительство со старыми союзниками — лейбористами. Фицджеральд получил пост премьер-министра, его заместителем стал глава лейбористской партии Дик Спрингс, и помимо этого лейбористам также досталось ещё 5 из 17 министерских портфелей.
Именно Фицджеральд заключил в 1985 после длительных переговоров англо-ирландское соглашение, которое впервые предоставило Ирландии голос в решении североирландской проблемы. Но вместе с тем правительство не смогло справиться с растущим уровнем безработицы и эмиграции. Трения по социальным вопросам привели к развалу коалиции и поражению Фине Гэл на выборах в 1987, после которого Фицджеральд подал в отставку с поста лидера партии. Приход на его место бывшего министра финансов Алана Дюкса не оказал серьёзного влияния на идеологическую составляющую партии — в ней по-прежнему превалировали социал-демократические идеи. Но Дюкс ушёл в отставку уже через три года после того, как Остин Карри, кандидат от Фине Гэл потерпел поражение на президентских выборах в 1990 году, уступив не только победившей Мэри Робинсон (пользовавшейся поддержкой лейбористов) но и Брайану Ленихану из Фианна Файл.
Сменивший его Джон Братон столкнулся с очень сильным противником в лице коалиции лейбористов и Фианна Файл. Однако правительство развалилось в 1994 после серии скандалов повлекших выход из него лейбористов. Братон использовал свой шанс и в 1994 Фине Гэл возглавила новую коалицию, куда помимо лейбористов вошли и «Демократические левые» (социал-демократический откол от коммунистической Рабочей партии). Новая коалиция (прозванная «радужной») сформировала правительство, и Братон стал четвёртым за историю Фине Гэл премьер-министром. Конец правительству пришёл с поражением лейбористов на выборах 1997 — Фианна Файл вновь вернулась к власти, а Братона сменил Майкл Нунан, который, впрочем, уже через год ушёл в отставку, взяв на себя ответственность за полный провал Фине Гэл на парламентских выборах 2002 года (партия получила лишь 31 место в парламенте против имевшихся ранее 53).
Нунана сменил старожил Дойла Энда Кенни (впервые Кенни стал членом парламента в 1975 в возрасте 24 лет, до этого депутатом от округа Западное Мэйо был его отец Генри Кенни). Энде удалось добиться того, что на выборах 2007 Фине Гэл и лейбористы составили единый альянс. В сумме «Альянс перемен» получил 71 одно место в парламенте что давало шанс на формирование правительства. В первый же день работы новоизбранного парламента кандидатура Кенни была выдвинута на пост премьер-министра, однако ввиду того, что его партия отказалась вступать в альянс с Шин Фейн, что дало бы им большинство голосов, этот пост достался Берти Ахерну, представителю Фианна Файл, которая сформировала альянс с Партией зеленых и «Прогрессивными демократами» при поддержке ряда независимых депутатов (всего эта коалиция имела в парламенте 81 голос). Поэтому Фине Гэл до выборов 2011 года находилась в оппозиции.
По итогам февральских выборов 2011 года Фине Гэл стала крупнейшей партией Ирландии и сформировала правительство страны вместе с лейбористами. Лидер партии Энда Кенни занял в правительстве пост премьер-министра.

## Идеология
Фине Гэл традиционно считается наследницей проправительственных сил ирландской гражданской войны. Одним из символов партии является Майкл Коллинз, мероприятия в честь которого регулярно проводятся представителями Фине Гэл. Её идеология традиционно считается близкой к христианским демократам. Кроме того, Фине Гэл особенно активно выступает за евроинтеграцию Ирландии (в частности её представители активно агитировали в пользу Лиссабонского соглашения). Депутаты Фине Гэл в европарламенте состоят в Европейской народной партии.

## Лидеры партии
| Лидер              | Период    |
| ------------------ | --------- |
| Оуэн О'Даффи       | 1933—1934 |
| Уильям Косгрейв    | 1934—1944 |
| Ричард Мулкахи     | 1944—1959 |
| Джеймс Диллон      | 1959—1965 |
| Лиам Косгрейв      | 1965—1977 |
| Гаррет Фицджеральд | 1977—1987 |
| Алан Дюкс          | 1987—1990 |
| Джон Братон        | 1990—2001 |
| Майкл Нунан        | 2001—2002 |
| Энда Кенни         | 2002—2017 |
| Лео Варадкар       | 2017—2024 |
| Саймон Харрис      | с 2024    |

## Участие в выборах
| Год            | Кол. мест | % голосов |
| -------------- | --------- | --------- |
| 1937           | 48        | 34,8      |
| 1938           | 45        | 33,3      |
| 1943           | 32        | 23,1      |
| 1944           | 30        | 21,8      |
| 1948           | 31        | 19,8      |
| 1951           | 40        | 25,7      |
| 1954           | 50        | 32,0      |
| 1957           | 40        | 26,6      |
| 1961           | 47        | 32,0      |
| 1965           | 47        | 33,9      |
| 1969           | 50        | 33,3      |
| 1973           | 54        | 35,1      |
| 1977           | 43        | 30,6      |
| 1981           | 65        | 39,2      |
| 1982 (Февраль) | 63        | 37,3      |
| 1982 (Ноябрь)  | 70        | 39,2      |
| 1987           | 50        | 27,1      |
| 1989           | 55        | 29,3      |
| 1992           | 45        | 24,5      |
| 1997           | 54        | 27,9      |
| 2002           | 31        | 22,5      |
| 2007           | 51        | 27,3      |
| 2011           | 76        | 36,1      |
| 2016           | 50        | 25,5      |

## Молодая Фине Гэл
Молодая Фине Гэл — молодёжное крыло партии основанное в 1976 году, в ходе партийных реформ, проводимых Гарретом Фицджеральдом. Оно предназначено для молодых людей до тридцати лет, поддерживающих идеологические установки партии. По заявлениям представителей движения, оно насчитывает 4,000 человек и является крупнейшей организацией такого рода в Ирландии. Территориальная структура организации разбита на округа в соответствии с избирательными округами для выборов в Европаламент — Дублин, Лейнстер, Манстер, Коннахт/Ольстер. Каждый округ имеет своего представителя в исполнительном комитете движения. Прочие члены исполнительного комитета, а также президент движения избираются на национальном съезде который должен проводиться как минимум один раз в 18 месяцев. В настоящий момент пост президента занимает Барри Уолш, вице-президента — Лиам Куинн. Конституция организации позволяет ей проводить собственную политику подчас независимо от Фине Гэл. В настоящий момент два депутата ирландского парламента от Фине Гэл — Лео Варадкар и Люсинда Крейтон — являются также и членами Молодой Фине Гэл.